# Petr Kaspřák
Petr Kaspřák (* 17. ledna 1984, Bohumín) je český fotbalový obránce, v současnosti bez angažmá.[zdroj⁠?!]

## Fotbalová kariéra
Svoji fotbalovou kariéru začal v FK Bohumín. Mezi jeho další kluby patří: FC Baník Ostrava, Pogoń Szczecin, FK Viktoria Žižkov, 1. FC Slovácko, FK AS Trenčín, Tur Turek a FC Nitra. V Nitře byl kapitánem. Nyní hráčem SK Krumvíř.[zdroj⁠?!]